# 戈爾登瓦利 (內華達州)
戈爾登瓦利（英語：Golden Valley）是位於美國內華達州瓦肖縣的普查規定居民點。

## 人口
根據2020年美國人口普查的數據，戈爾登瓦利的面積為9.36平方千米，皆為陸地。當地共有人口1580人，而人口密度為每平方千米168.8人。